# Sepsis punctum
Sepsis punctum är en tvåvingeart som först beskrevs av Fabricius 1794.  Sepsis punctum ingår i släktet Sepsis och familjen svängflugor. Arten är reproducerande i Sverige. Inga underarter finns listade i Catalogue of Life.

## Bildgalleri

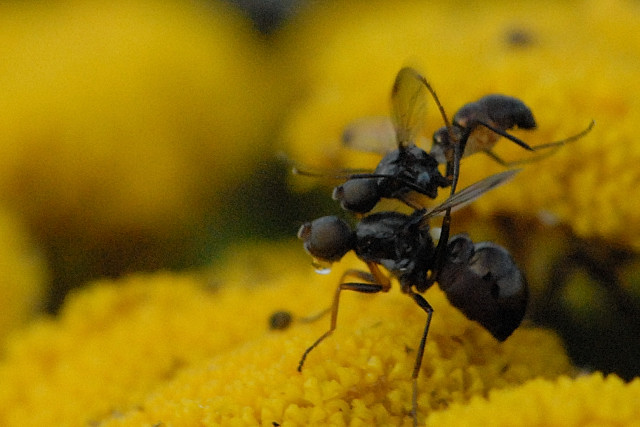
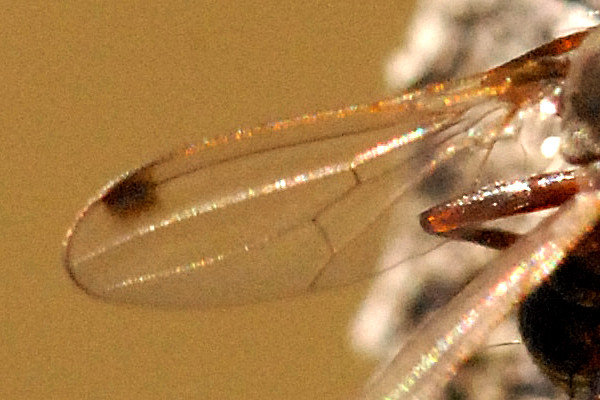